# Cours plancher
 (novembre 2017).
Le cours plancher d'une valeur est le cours limite en dessous de laquelle elle ne peut pas descendre. En matière de taux de change, il peut résulter d'une décision de politique monétaire, et être fixé par rapport à une autre monnaie. Il est possible de la même façon de déterminer une marge supérieure qu'une monnaie ne pourra pas dépasser par rapport à une autre, il s'agit dans ce cas d'un cours plafond.

## Définition

### En politique monétaire
Le cours plancher est avec le cours plafond une des composantes d'un mécanisme d'encadrement de la fixation de la valeur d'une monnaie par un processus de régulation.

### En bourse
Le cours plancher (encore appelé plus bas historique) d'une valeur est une expression qui désigne le cours le plus bas de la valeur depuis sa première cotation. Il peut parfois être fait mention de cours plancher de la séance, pour parler du cours le plus bas atteint un jour donné.

## Historique dans les politiques de change

### Accords de Bretton-Woods
Les premiers cours plafond et cours plancher ont été déterminés dans le système fixe de change mis en place par les Accords de Bretton Woods. La convertibilité des monnaies se faisait dans le cadre d'un tunnel, délimité pour chacune d'elles par rapport au dollar, avec un maximum de variation de -1 % et +1 %. Au total chaque monnaie ne pouvait donc varier que dans une fourchette de 2 % par rapport au dollar, et de 4 % entre deux autres monnaies, les banques centrales étant chargées d'agir pour maintenir leurs monnaies dans ce canal.

### Serpent monétaire européen
Le mécanisme de fixation de la valeur des monnaies entre elles définissait :
- un cours pivot entre chaque paire de monnaie rattaché au dollar américain ;
- un cours plancher et un cours plafond fixés par l'application d'un taux maximum de variation à la baisse comme à la hausse autour du cours pivot. Les différentes monnaies pouvaient fluctuer librement au sein de ces bornes (+/- 2,25 % du cours pivot). Dès que l'une ou l'autre des bornes étaient approchées durablement ou dangereusement, un mécanisme de régulation se déclenchait sous la responsabilités des banques centrales concernées ;
- le processus de régulation prévoyait que, dans une paire de monnaies donnée A/B, lorsqu'une monnaie A approchait de son cours plancher — donc l'autre monnaie B de son cours plafond — les banques centrales des pays de la paire de monnaies vendaient de la monnaie B et achetaient de la monnaie A[3].

### Système monétaire européen
Le mécanisme de fixation de la valeur des monnaies entre elles définissait :
- un cours pivot entre chaque paire de monnaie rattaché à l'ECU,
- un cours plancher et un cours plafond fixés par l'application d'un taux maximum de variation à la baisse comme à la hausse autour du cours pivot. Les différentes monnaies pouvaient fluctuer librement au sein de ces bornes (+/- 2,25 % du cours pivot, sauf pour l'Italie, l'Espagne et le Portugal qui disposaient de marges élargies à +/- 6 % du cours pivot). Dès que l'une ou l'autre des bornes étaient approchées durablement ou dangereusement, un mécanisme de régulation se déclenchait sous la responsabilités des banques centrales concernées.
- le processus de régulation prévoyait que, dans une paire de monnaies donnée A/B, lorsqu'une monnaie A approchait de son cours plancher — donc l'autre monnaie B de son cours plafond — les banques centrales des pays de la paire de monnaies vendaient de la monnaie B et achetaient de la monnaie A[4].

### Franc suisse

#### Euro et franc suisse
Cet outil monétaire a été appliqué par la Banque nationale suisse (BNS) entre le 6 septembre 2011 et le 15 janvier 2015 en fixant un taux de change minimum de 1,20 franc suisse pour un euro.

##### Origine
Au moment où l'euro entrait en vigueur, le taux était de 1,50 franc suisse pour un euro.
Le 6 septembre 2011, à la suite de la surévaluation importante du franc suisse par rapport aux principales monnaies mondiales, et particulièrement à l'euro, la BNS a fixé un taux plancher de 1,20 CHF/EUR, ceci afin de protéger l'économie suisse des effets du franc fort.

##### Répercussions
Dans un premier temps, le franc suisse est arrivé à une quasi-parité avec l'euro,.
Le Swiss Market Index (SMI) s'effondre rapidement à la suite de ce changement,.

##### Abolition
Le 15 janvier 2015, la BNS prend la décision d'abolir le cours plancher.
Thomas Flury, analyste, indique que « la BNS joue une grande partie de sa crédibilité sur les marchés en ce moment ».

### Sources à lier
- http://investir.ch/2014/01/eurchf-est-ce-que-la-bns-pourra-tenir-le-cours-plancher-de-1-20-cette-annee/ (pré-abolition)
- http://www.bilan.ch/argent-finances-plus-de-redaction/taux-plancher-franc-entre-mains-de-draghi (en général, pré-abolition)
- http://www.letemps.ch/Page/Uuid/e6843f2e-9c9a-11e4-aa73-0eb920ec942b/La_BNS_met_fin_au_cours_plancher_entre_le_franc_et_leuro (abolition)